# Adil Aliyev
 (octobre 2024).
Si vous disposez d'ouvrages ou d'articles de référence ou si vous connaissez des sites web de qualité traitant du thème abordé ici, merci de compléter l'article en donnant les références utiles à sa vérifiabilité et en les liant à la section « Notes et références ».
Adil Aliyev, né le 25 septembre 1969, est un homme politique azerbaïdjanais. Il est président de la Fédération azerbaïdjanaise de kickboxing à partir de 2000 et vice-président de l'Assemblée nationale d'Azerbaïdjan.

## Biographie

### Jeunesse, engagement militaire et études
Adil Aliyev naît le 25 septembre 1969 dans le village de Maxta, dans le district de Charur, dans la république socialiste soviétique autonome de Nakhitchevan. Il est diplômé de l'internat sportif de Bakou en 1987. Adil Aliyev est maître des sports depuis 1992. Il est diplômé de l'Académie navale militaire supérieure du nom de l'Institut naval de Saint-Pétersbourg, fédération de Russie en 1992. Il sert comme officier au sein des Forces navales militaires azerbaïdjanaises de 1992 à 1993.
Il est diplômé d'une maîtrise de l'université d'État de Bakou (UEB) en 2004. Il passe son diplôme de troisième cycle de l'UEB en 2010. Il publie une monographie dans le domaine de la criminologie. Cette monographie est consacrée à l'étude des problèmes des émeutes et du crime. Il obtient un doctorat en droit le 9 avril 2013.

### Carrière professionnelle et ascension politique
Il occupe divers postes dans les agences du ministère des Affaires intérieures de 1994 à 2003 - chef adjoint du 39e poste de police du département de police de Sabail, chef du secteur des traversées en ferry du département principal de la police de la circulation de la république d'Azerbaïdjan, chef du service de police anti-drogue de Binagadi, chef du service d'enquête criminelle sur le service de police de Yasamal. Il est diplômé de l'Académie de police du ministère des Affaires intérieures de la république d'Azerbaïdjan en 1998. 
Adil Aliyev est élu président de la Fédération azerbaïdjanaise de kickboxing en 2000. Il reçoit le grade de lieutenant de police en 2003. Aliyev travaille comme chef du 16e département de police de la région de Narimanov de la ville de Bakou de 2003 à 2005. Il reçoit la médaille de l'héroïsme décernée par l'État par décret du président de la république d'Azerbaïdjan en 2005. 
Il occupe également le poste de vice-président du Comité de défense et de sécurité de la CEI en 2009. Aliyev est également membre du groupe de travail sur les relations interparlementaires Azerbaïdjan-Russie, Azerbaïdjan-Ukraine, Azerbaïdjan-Allemagne et Azerbaïdjan-Turquie de 2005 à 2010. 
Adil Aliyev est ensuite élu député à l'Assemblée nationale, parlement monocaméral de l'Azerbaïdjan, durant deux législatures. Il en devient vice-président.

### Menace contre un opposant
Le 24 mai 2020, Adil Aliyev, alors vice-président de l'Assemblée nationale, menace un opposant au régime réfugié en France, Mahammad Mirzali, par le biais d'une photographie de son passeport publiée sur les réseaux sociaux, légendée « Rira bien qui rira le dernier »,,. 

## Vie privée
Il est marié et père de trois enfants. Le lieutenant-général Maharram Aliyev est le frère d'Adil Aliyev.